# Colihaut
Colihaut (en kweyol: Kulihao) es una localidad de Dominica en la parroquia de Saint Peter. 

## Demografía
Según censo 2001 contaba con una población de 773 habitantes. La estimación 2010 refiere a 682 habitantes.